# Setodes manimekhala
Setodes manimekhala är en nattsländeart som beskrevs av Schmid 1987. Setodes manimekhala ingår i släktet Setodes och familjen långhornssländor. Inga underarter finns listade i Catalogue of Life.